# Questembert
Questembert is een gemeente in het Franse departement Morbihan (regio Bretagne). De plaats maakt deel uit van het arrondissement Vannes. De gemeente telde 8.081 inwoners op 1 januari 2022.
Er ligt station Questembert.

## Geografie
De oppervlakte van Questembert bedroeg op 1 januari 2022 66,38 vierkante kilometer; de bevolkingsdichtheid was toen 121,7 inwoners per km².

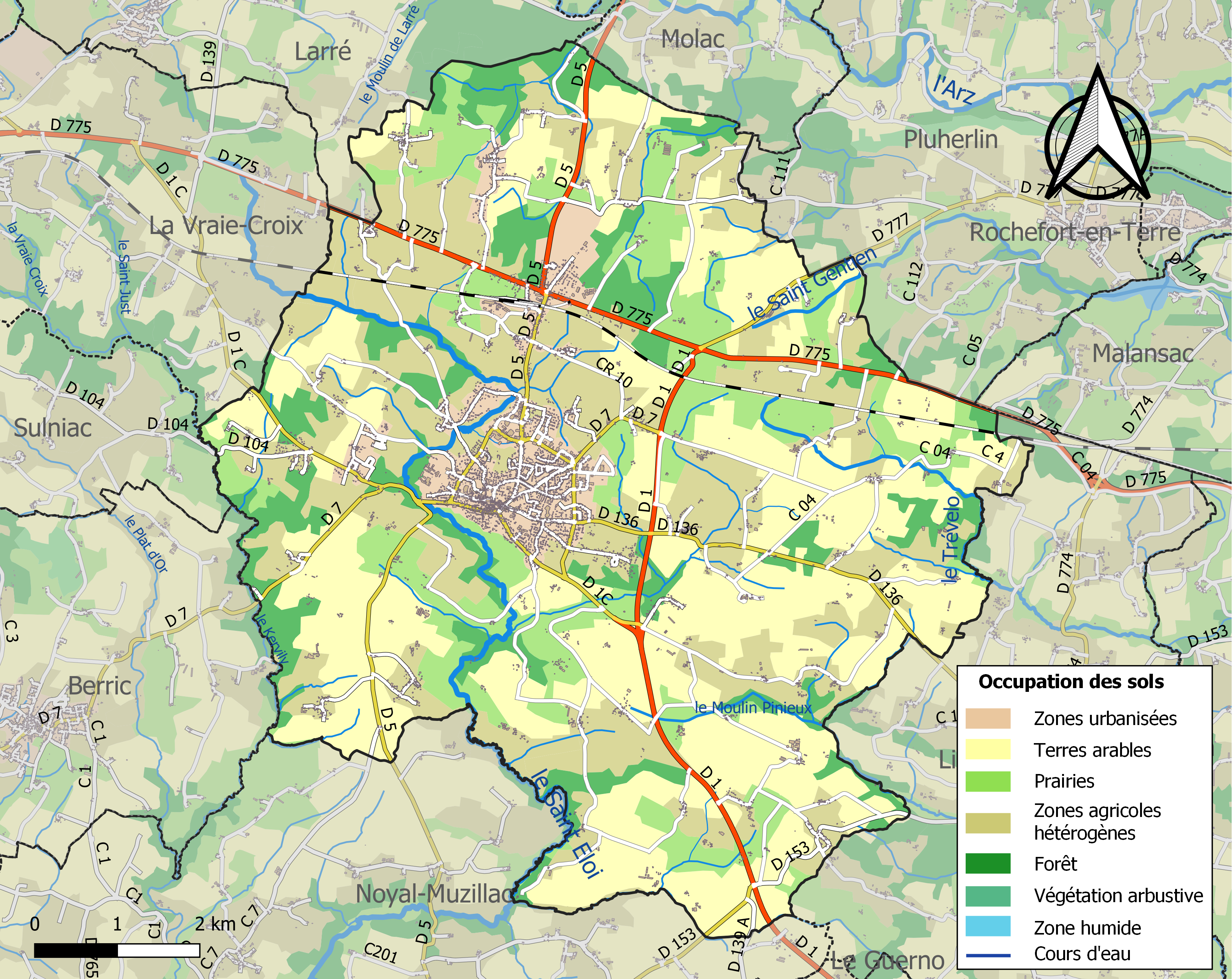
Kaart van de gemeente met de belangrijkste infrastructuur, bodemgebruik en omliggende gemeenten

## Demografie
Onderstaande figuur toont het verloop van het inwonertal, bron: INSEE-tellingen. 